# BLRT Grupp
BLRT Grupp (Balti Laevaremonditehas) — естонська компанія зі штаб-квартирою у Талліні, яка спеціалізується на кораблебудівництві. Крім Естонії, компанія володіє корабельнями у Литві, Фінляндії та Норвегії. Дочірніми компаніями по будівництву, ремонту та обслуговуванню кораблів є Tallinn Shipyard, Vakarų laivų gamykla, Baltijos laivų statykla, Turku Repair Yard та BLRT Fiskerstrand.
14 грудня 2011 року підрозділ Fiskerstrand BLRT виготовив найбільший у світі LNG пором MF Boknafjord для норвезької компанії Fjord1. Ще один пором на газу MF Edøyfjord був побудований 30 січня 2012 року.